# Mats Wieffer
Mats Wieffer (* 16. November 1999 in Borne) ist ein niederländischer Fußballspieler. 
Er spielt bei Brighton & Hove Albion und stand zuvor bei Feyenoord Rotterdam, beim FC Twente Enschede sowie bei Excelsior Rotterdam unter Vertrag. Des Weiteren ist er Nationalspieler der Niederlande.

## Karriere als Fußballspieler

### Laufbahn im Verein
Mats Wieffer wurde in der Ortschaft Borne in der Region Twente geboren und spielte beim ortsansässigen Verein RKSV NEO Borne, bevor er in die Fußballschule des FC Twente Enschede wechselte. Am 30. Oktober 2018 folgte im Alter von 18 Jahren sein Pflichtspieldebüt für die Profimannschaft in der zweiten Runde des KNVB-Beker beim 4:2-Sieg gegen VV Noordwijk. Diese schaffte in der Liga zum Saisonende den Aufstieg in die Eredivisie. In der Saison 2019/20 absolvierte Wieffer kein Spiel für die Profimannschaft.
In der Sommertransferperiode der Saison 2020/21 wechselte er zum Zweitligisten Excelsior Rotterdam, wo er einen Vertrag für drei Spielzeiten unterschrieb. Trotz einer Knöchelverletzung und trotz einer Rotsperre erkämpfte Mats Wieffer sich nach und nach einen Platz in der Stammformation der Rotterdamer und wurde dabei als zentraler Mittelfeldspieler, als defensiver Mittelfeldspieler oder in der Innenverteidigung eingesetzt. Am 5. Februar 2021 gelang ihm beim 2:0-Auswärtssieg gegen den FC Volendam sein erstes Tor für Excelsior. In der Saison 2021/22 kam Wieffer über weite Strecken der Saison als zentraler Mittelfeldspieler zum Einsatz, wobei er im Saisonendspurt sich eine Knöchelverletzung zuzog. Er wurde aber noch rechtzeitig fit und kam am letzten Spieltag beim 2:2 im Heimspiel gegen NAC Breda zum Einsatz. Als Tabellensechster ging Excelsior Rotterdam in die Auf-und-Abstiegs-Play-offs, wo sie sich gegen Roda JC Kerkrade, Heracles Almelo und ADO Den Haag durchsetzen konnten und somit den Aufstieg in die Eredivisie sicherstellten.
In der Sommertransferperiode der Saison 2022/23 wechselte Mats Wieffer allerdings innerhalb der Stadt zu Feyenoord Rotterdam und unterschrieb einen Vertrag bis Mitte 2026.
Im Juli 2024 wechselte er zu Brighton & Hove Albion und unterschrieb dort einen Vertrag bis 2029.

### Nationalmannschaft
Am 17. März 2023 wurde Mats Wieffer von Bondscoach Ronald Koeman erstmals für die niederländische Nationalmannschaft nominiert, als er für den Kader für die EM-Qualifikationsspiele gegen Frankreich und Gibraltar berufen wurde. Im Spiel gegen den französischen Vize-Weltmeister in Saint-Denis am 24. März 2023 saß er auf der Bank, in der Partie gegen Gibraltar drei Tage später in Rotterdam stand er gleich in der Startelf.

## Erfolge
- Niederländischer Meister: 2023